# Катран тайванський
Катран тайванський (Squalus formosus) — акула з роду Катран родини Катранові. Виявлена у 2011 році. Латинська назва походить від старовинної назви острова Тайвань — Формоза.

## Опис
Загальна довжина досягає 81, 4 см. Голова середнього розміру, у 4-4,7 рази більше довжини ока. Морда коротка та загострена. Очі великі, 4,8-5,3% довжини тіла, з мигдалеподібний розрізом. У неї 5 пар зябрових щілин. Тулуб обтічний. Осьовий скелет налічує 123–124 хребців. Грудні плавці великі, витягнуті, округлені на кінчиках. Має 2 високих спинних плавця. Передній плавець розташовано позаду грудних плавців. Передній спинний плавець значно більше за задній, прямий (має майже пряму верхню частину заднього краю), висота його складає 9-10,5% довжини тіла. Задній спинний плавець розташовано близько до хвостового плавця. Висота заднього плавця сягає 5,7-6,4% довжини тіла. Задній край заднього спинного плавця глибоко увігнутий. Шипи цих плавців, особливо переднього, відносно товсті. Хвостовий плавець невеликий, гетероцеркальний, верхня лопать значно більше за нижню. Анальний плавець відсутній.
Забарвлення відрізняється контрастним переходом від темно-сірого кольору на спині до більш світлої на череві. Загальне забарвлення тіла сіро-стального забарвлення з коричневим відтінком. Хвостовий плавець наділений білу облямівку заднього краю. У передній частині переднього спинного плавця є біла крайка, паралельна шипу на плавці.

## Спосіб життя
Тримається на континентальному шельфі. Глибина, на якій зустрічається ця акула, не вивчена. Полює біля дна. Живиться дрібними костистими рибами, головоногими молюсками, ракоподібними.
Це яйцеживородна акула.
Є об'єктом місцевого вилову.

## Розповсюдження
Мешкає в акваторії Тайваню. За деякими відомостями зустрічається біля о. Кюсю (Японія).